# Forndom
Forndom är ett svenskt musikprojekt inom nordisk neofolk och ambientmusik, skapat av Ludvig Swärd. Projektet kombinerar traditionella nordiska instrument, sakral stämning och minimalistisk estetik med teman hämtade från fornnordisk religion, folktro och naturmystik.

## Historia
Forndom är ett projekt med visionen att förena musik, konst och livsfilosofi inspirerat av de sörmländska markerna, fyllda av runstenar, gravhögar och mörka skogar. Med en genomgående prägel ambient förenas körstämmor i nordiska folkmelodier, med texter på teman ur fornnordisk religion och folktro. Forndom vill förmedla en tidsanda då människan levde nära naturen och dess gudar. För Swärd är Forndom mer än ett konstprojekt – det är också ett uttryck för hans världsbild, präglad av melankoli inför vår förlorade förbindelse med naturen, men också inge hopp om att mänskligheten ska återfinna denna uråldriga visdom.
Hans debut-EP, Flykt, släpptes 2015 via Nordvis, följt av debutalbumet Dauðra Dura (2016), som fått stor uppmärksamhet inom den internationella neofolk- och ritualmusikscenen.
Forndoms andra album, Faþir (2020), innehöll mer körinslag och tyngre trumklanger än tidigare.

## Estetik och musikstil
Swärd menar att hans musik förmedlar en känsla, och inte är meningen att uppfattas som någon exakt historisk rekonstruktion. Forndoms musik är djupt präglad av nordisk mystik och sakral minimalism. Instrumenten inkluderar tagelharpa, näverlur, vevlira, mungiga, sång, med mera. Sångtexterna skapas genom att tolka akademiska källor, inte genom kopiering. Målet är egen, personlig tolkning med känsla för det gamla.

## Liveframträdanden
Forndom har uppträtt vid en rad välkända festivaler och konserter, främst i Nord- och Östeuropa. Några av de större framträdandena är Roadburn Festival 2022 i Nederländerna, en stor europeisk festival för experimentell och atmosfärisk musik. Han har även spelat vid Wave-Gotik-Treffen i Leipzig (2017, 2022), världens största goth- och neofolkfestival, där han uppträtt på den hedniska scenen Heidnisches Dorf.
Andra noterbara spelningar inkluderar Midgardsblot (2017, vid Borrehögarna i Norge), Kilkim Žaibu (2019, Litauen), Castle Party (2019, Polen), och Castlefest (2023, Nederländerna).

## Samarbeten
Förutom soloframträdanden har Forndom samarbetat och turnerat tillsammans med flera namn inom genren. Han har bland annat delat scen med den norska gruppen Wardruna, samt med det luxemburgska bandet ROME under en Sverigeturné 2022. Andra samarbeten inkluderar Treha Sektori och Grift, vilket visar på Forndoms tydliga plats inom den europeiska andliga neofolkscenen.

## Diskografi
Studioalbum
- 2016 – Dauðra Dura
- 2020 – Faþir
- 2023 – Alster (Piano version)
- 2024 – Moþir

EP
- 2015 – Flykt

Singlar
- 2022 – Och med vinden ack de gunga [7]
- 2023 – Inlandsvinter